# Гемофилия C
Гемофилия C — редкое, аутосомно-рецессивное — наследуемое заболевание, вызванное дефицитом фактора свёртывания XI (чаще всего встречается у евреев-ашкеназов). Характеризуется слабым нарушением внутреннего механизма начального этапа свёртывания крови, отсутствием или незначительной выраженностью геморрагии.

## Клиническая картина
Данный вид гемофилии описывается лишь в 5 % случаев. Эта форма встречается как у мужчин, так и у женщин с одинаковой частотой.
Чаще всего болезнь протекает бессимптомно и выявляется случайно при анализе свёртываемости крови. Спонтанные кровотечения отсутствуют или незначительны. Травмы и операции иногда осложняются кровотечениями, но это случается не всегда, даже у одного и того же человека .

## Диагностика
Выявлении нарушения начального этапа свёртывания крови (в аутокоагулограмме, АЧТВ) при нормальном протромбиновом и тромбиновом времени.

## Лечение
В большинстве случаев лечения не требуется. При операциях и родах, осложнённых кровотечениями, необходимы струйные трансфузии свежезамороженной плазмы.